# غبريل ريد
غبريل ريد (بالإنجليزية: Thomas Gabriel Read)‏ هو فلاح أسترالي، ولد في 21 أغسطس 1825 في تاسمانيا في أستراليا، وتوفي في 31 أكتوبر 1894 في Royal Derwent Hospital ‏ في أستراليا.